# Jarvis Varnado
Jarvis Lamar Varnado (Brownsville, 1º marzo 1988) è un cestista statunitense, di ruolo centro.
È il fratello di Jordon Varnado.

## Carriera
Dopo aver terminato gli studi alla Mississippi State University viene scelto dai Miami Heat al Draft NBA 2010 con il numero 41 ma preferisce iniziare la sua carriera professionistica in Europa e così approda nel campionato italiano di Legadue al Pistoia Basket 2000.
Specializzato nelle stoppate, alla 2ª giornata di campionato stabilisce il record in una singola partita di Legadue mettendone a referto 9.
Termina la regular season con una media di 15,7 punti, 8,9 rimbalzi e 2,8 stoppate, record assoluto per la Legadue.
La stagione successiva viene ingaggiato dall'Hapoel Gerusalemme BC con un contratto biennale. Il 31 gennaio 2012 passa alla Virtus Roma fino alla fine della stagione. Nelle 14 partite giocate con la
Virtus Roma Jarvis viaggia con una media di 10,4 punti, 6,5 rimbalzi e 2,1 stoppate a partita.
Jarvis Varnado è figlio di Winston, ex giocatore e allenatore di pallacanestro al liceo.
Nel luglio 2012, ritorna in NBA, ai Miami Heat, franchigia detentrice del titolo NBA dell'anno precedente. Gli Heat di coach Erik Spoelstra decidono di mandare Varnado un anno in D-League ai Sioux Falls Skyforce. Il 24 dicembre passa ai Boston Celtics con cui riesce a giocare 5 partite. Il 6 gennaio 2013 però viene lasciato free agent dai Celtics, e così Varnado ritorna ai Miami Heat e successivamente in D-League.
Riesce a giocare 8 gare in NBA. Inoltre gli Heat guidati dall'MVP LeBron James bissano il titolo per il secondo anno di fila.
Il 22 luglio 2015 viene ingaggiato dalla Dinamo Sassari, ritornando così nella massima serie italiana dopo 3 anni.

## Statistiche

### College
| Anno      | Squadra      | PG  | PT  | MP   | TC%  | 3P%  | TL%  | RP   | AP  | PRP | SP  | PP   |
| --------- | ------------ | --- | --- | ---- | ---- | ---- | ---- | ---- | --- | --- | --- | ---- |
| 2006-2007 | MSU Bulldogs | 35  | 13  | 13,5 | 64,7 | 0,0  | 53,3 | 4,2  | 0,3 | 0,3 | 1,9 | 5,0  |
| 2007-2008 | MSU Bulldogs | 34  | 34  | 28,5 | 64,1 | 50,0 | 50,0 | 7,8  | 0,5 | 0,5 | 4,6 | 7,9  |
| 2008-2009 | MSU Bulldogs | 36  | 36  | 28,1 | 54,9 | 0,0  | 65,4 | 8,8  | 0,8 | 0,6 | 4,7 | 12,9 |
| 2009-2010 | MSU Bulldogs | 36  | 36  | 31,7 | 58,2 | -    | 61,0 | 10,3 | 0,9 | 0,7 | 4,7 | 13,8 |
| Carriera  | Carriera     | 141 | 119 | 25,5 | 58,9 | 25,0 | 59,5 | 7,8  | 0,6 | 0,5 | 4,0 | 10,0 |

### NBA

#### Regular Season
| Anno       | Squadra            | PG | PT | MP   | TC%  | 3P% | TL%  | RP  | AP  | PRP | SP  | PP  |
| ---------- | ------------------ | -- | -- | ---- | ---- | --- | ---- | --- | --- | --- | --- | --- |
| 2012-2013† | Boston Celtics     | 5  | 0  | 3,6  | 50,0 | -   | 50,0 | 0,6 | 0,2 | 0,2 | 0,0 | 1,2 |
| 2012-2013† | Miami Heat         | 8  | 0  | 5,0  | 33,3 | -   | -    | 0,8 | 0,3 | 0,0 | 0,3 | 0,3 |
| 2013-2014  | Chicago Bulls      | 1  | 0  | 2,0  | -    | -   | -    | 0,0 | 0,0 | 0,0 | 0,0 | 0,0 |
| 2013-2014  | Philadelphia 76ers | 23 | 0  | 14,7 | 60,0 | -   | 51,9 | 2,7 | 0,6 | 0,4 | 1,3 | 4,3 |
| Carriera   | Carriera           | 37 | 0  | 10,7 | 58,2 | -   | 51,8 | 1,9 | 0,4 | 0,3 | 0,8 | 2,9 |

## Palmarès

### Squadra
- Campionato NBA: 1

Miami Heat: 2013

### Individuale
- 2 volte miglior stoppatore NBDL (2013, 2014)